# 比克瑟罗勒 (科多尔省)
比克瑟罗勒（法語：Buxerolles，發音：[byksəʁɔl]）是法国勃艮第-弗朗什-孔泰大区科多尔省的一个市镇，位于该省北部，和上马恩省接壤，属于蒙巴尔区和沙蒂永市镇公共社区。该市镇的总面积为11.97平方公里，海拔在324至444米之间，2022年1月1日人口34。

## 地理
比克瑟罗勒（47°48'26"N, 4°55'56"E）面积11.97 平方千米，位于法国勃艮第-弗朗什-孔泰大區科多尔省，该省份为法国中东部省份，北起奥布省，西接涅夫勒省和约讷省，南至索恩-卢瓦尔省，东南接汝拉省，东临上索恩省，东北部与上马恩省接壤。
与比克瑟罗勒接壤的市镇（或旧市镇、城区）包括：居尔日堡、尚班、奥布河畔鲁夫尔、阿尔博、上科尔米耶。
比克瑟罗勒的时区为UTC+01:00、UTC+02:00（夏令时）。

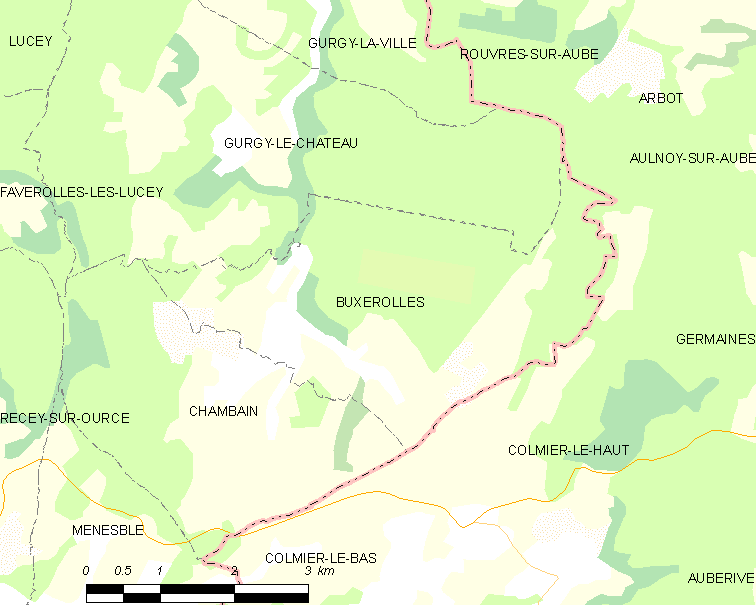
比克瑟罗勒的OSM定位图

## 行政
比克瑟罗勒的邮政编码为21290，INSEE市镇编码为21123。

## 政治
比克瑟罗勒所属的省级选区为塞纳河畔沙蒂永县。

## 人口

1962-2008年间比克瑟罗勒人口变化图示

比克瑟罗勒于2022年1月1日时的人口数量为34人。